# Xanthorhiza
Genre
Espèce
Classification phylogénétique
La xanthorhiza (Xanthorhiza simplicissima) est l'unique espèce représentant le genre Xanthorhiza, un des rares genres de la famille des Ranunculaceae possédant une tige lignifiée (l'autre exemple notable étant observé dans le genre Clematis ). C'est une espèce originaire de l'Est des États-Unis dont l'aire de répartition est située entre le sud du Maine au nord de la Floride et à l'Ouest de l'Ohio et dans l'Est du Texas.
Le nom du genre fait référence à la racine jaune qui était utilisée pour produire une teinture jaune par les Amérindiens. L'épithète spécifique fait allusion à sa racine qui ne présente pas de ramification.
Le Xanthorhiza est une plante médicinale. Elle est notamment utilisée depuis des siècles par les Cherokees, en tant qu'antibiotique.
On peut infuser la plante pour ensuite boire le breuvage ayant un goût amer.
elle teinte les dents en jaune lorsqu'on croque dans la racine.

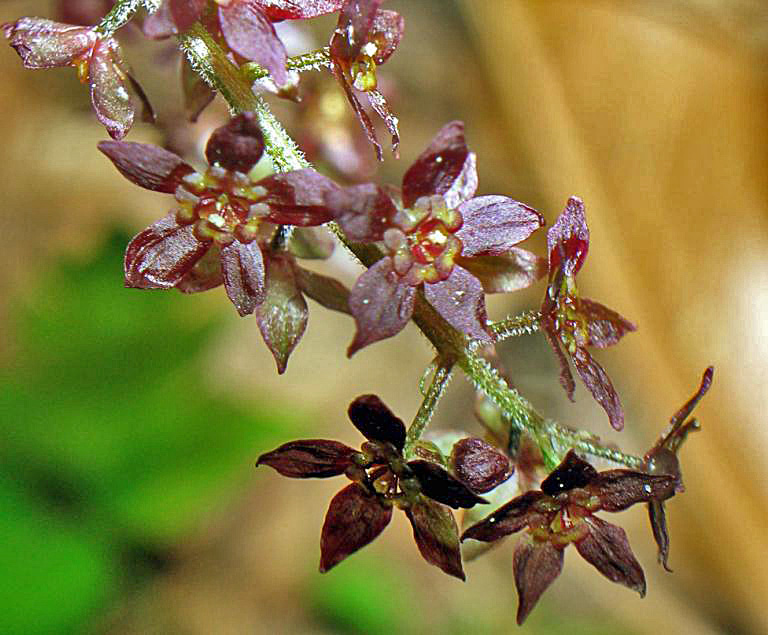
Xanthorhiza simplicissima.